# Halloween Addiction
Albums de Tommy heavenly6
February & Heavenly
(2012)
Halloween Addiction est le er mini album studio de Tommy heavenly6 sorti le 17 octobre 2012 sous le label Warner Music Japan. Il arrive 17e à l'Oricon et reste classé 4 semaines.

## Liste des titres
Toutes les paroles sont écrites par Tommy heavenly6.
| 1. | Opening                                                                             |  |
| 2. | Carnival (－楽しいカーニバル－)                                                     |  |
| 3. | Heavenly6 Is Coming! (－ヘヴンリーがやってくる!)                                    |  |
| 4. | Toss the Summoner's Coin! (－召喚のコイン!－)                                       |  |
| 5. | Why Don't You Come with Me? (Tommy february6) (－私と一緒に来てみたらどう?－)       |  |
| 6. | Story of Shadow Light Princess Twins (－双子のシャドウ・ライト・プリンセスのお話－) |  |
| 7. | Never Ending Party Night (－決して終わることのないパーティ－)                       |  |

| 8.  | Intro                                                                                |  |
| 9.  | The Pumpkin's Forest (－カボチャの森－)                                              |  |
| 10. | It's a Magical Party Mysterious Cake (－マジカル・パーティー ミステリアス・ケーキ－) |  |
| 11. | Lollipop Candy Bad girl 1 (－ロリポップ・キャンディ・バッド・ガール－ 1)             |  |
| 12. | Music Box Sweet Dream A                                                              |  |
| 13. | It's a Magical Party My Dream Will Come True (－夢見るフェブラリー－)                |  |
| 14. | Lollipop Candy Bad girl 2 (－ロリポップ・キャンディ・バッド・ガール－ 2)             |  |
| 15. | Music Box Sweet Dream B                                                              |  |

| 16. | Who Am I...? A (－私は誰かって？－ A)                                 |  |
| 17. | Royal Darkness Tea Party (－ロイヤル・ダークネス・ティー・パーティ－) |  |
| 18. | Music Box I'm Your Devil                                              |  |
| 19. | I'm Your Devil (－私はあなたの悪魔よ－)                               |  |
| 20. | Be Ready for the Nightmare (－悪夢への準備－)                         |  |
| 21. | Who Am I...? B (－私は誰かって？－ B)                                 |  |

| 1. | Why Don't You Come with Me? (PV) (－私と一緒に来てみたらどう？－)  |  |
| 2. | Never Ending Party Night (PV) (－決して終わることのないパーティ－) |  |
| 3. | Lollipop Candy Bad girl (PV)                                       |  |
| 4. | I'm Your Devil: Halloween Remix (PV)                               |  |